# Dimaetha ferruginea
Dimaetha ferruginea är en stekelart som först beskrevs av Cameron 1902.  Dimaetha ferruginea ingår i släktet Dimaetha och familjen brokparasitsteklar. Inga underarter finns listade i Catalogue of Life.